# Elsie Maud Wakefield
Elsie Maud Wakefield (Birmingham, 3 de julio de 1886 – 17 de junio de 1972) fue una docente británica, naturalista, y notable micóloga y fitopatóloga. Describió muchas nuevas especies vegetales.
Wakefield nació en Birmingham, hija de un profesor de ciencias. Se educó en Swansea High School for Girls y en Somerville College, Oxford donde recibió un grado de primer grado con honores en botánica. Después de completar su grado, la señorita Wakefield trabajó con el Prof. Karl von Tubeuf en Múnich, donde llevó a cabo estudios culturales en los hongos más grandes, publicando su primer trabajo allí, en idioma alemán. A su regreso en 1910, se convirtió en asistente de George Massee, jefe de micología y criptógamas en Royal Botanic Gardens, Kew. A su retiro en 1915, se hizo cargo de su puesto como jefa de micología.
En 1920, tomó ventaja de una beca de viaje para pasar seis meses trabajando como micóloga en Indias Occidentales. Posteriormente permaneció en Kew Gardens hasta su jubilación en 1951, trabajando en hongos británicos y tropicales, con un interés particular en corticioideos y especies tomenteloides. Durante ese tiempo, también publicó varios artículos sobre patología de plantas. El Dr. Richard William George Dennis se unió a ella como asistente en 1944, convirtiéndose en Jefe de micología, a su jubilación.
Durante su carrera, publicó casi 100 artículos sobre hongos y patología de plantas, junto con dos guías de campo para los hongos más grande británicos. Describió muchas especies nuevas, de Gran Bretaña y del extranjero.

## Algunas publicaciones
- Wakefield, E M. 1912 . Nigerian Fungi. Kew bulletin of miscellaneous information 1912: 141 - 144
- Cotton, A. D.; Wakefield, E.M. 1919. A revision of the British Clavariae. Trans. of the British Mycological Soc. 6: 164-198
- Wakefield, E.M. 1921. Mosaic diseases of plants. West Indian Bulletin 18: 197-206
- Buddin, W. & Wakefield, E.M. 1927. Studies on Rhizoctonia crocorum and Helicobasidium purpureum. Trans. of the British Mycological Soc. 12: 116-140
- Wakefield, E.M.; Dennis, R.W.G. 1950. Common British fungi. Londres: Gawthorn
- ------------. 1954. The observers' book of common fungi. Londres : Warne
- ------------. 1969. Tomentelloideae in the British Isles. Trans. of the British Mycological Soc. 53: 161-206

### Libros
- 1954. The Observer's book of Common Fungi, &c. Ed. Warne & Co. Ltd. 118 pp.

## Reconocimientos
- 1929: electa presidente de la Sociedad Micológica Británica
- 1950: nombrada en el Orden del Imperio Británico[1][2]

## Eponimia
Géneros de hongos
- Wakefieldia
- Wakefieldiomyces

Especies
- Aleurodiscus wakefieldiae
- Amaurodon wakefieldiae
- Brachysporium wakefieldiae
- Crepidotus wakefieldiae
- Hypochnicium wakefieldiae
- Poria wakefieldiae
- Postia wakefieldiae